# Comando de Artillería 141
El Comando de Artillería 141 (Cdo A 141) del Ejército Argentino fue un mando dependiente del III Cuerpo de Ejército. Se localizaba en la Guarnición Militar San Luis, en la provincia homónima.

## Historia
Tuvo su asiento en la Guarnición Militar Córdoba hasta 1976, cuando fue transferida a San Luis.

### Área 333
Durante el gobierno de facto autodenominado «Proceso de Reorganización Nacional» (1976-1983), el Cdo A 141 condujo el Área 333 (Subzona 33, Zona 3), con jurisdicción en la totalidad de la Provincia de San Luis. Por tanto, tuvo bajo su mando al Grupo de Artillería de Defensa Aérea 141 y la V Brigada Aérea (ésta unidad pertenece a la Fuerza Aérea Argentina).
Los centros clandestinos de detención en su jurisdicción fueron la Delegación «San Luis» de la Policía Federal y la Jefatura de Policía.